# 小溝高夫
小溝 高夫（こみぞ たかお、1961年10月13日 - ）は、千葉県出身のプロゴルファー。
九州樹脂工業所属。

## 来歴
修徳高校卒業 。
18歳からゴルフを始め、習志野カントリークラブに研修生として入社。23歳でプロテストに合格し、30歳で尾崎将司率いるジャンボ軍団の門を叩く。師匠の尾崎将を意識して髪形は襟足を伸ばし、兄弟子の飯合肇が1994年のマスターズに出場した際にはバッグを担いだ。
1992年の茨城オープンで加藤仁・岩下・大井手哲・芹澤大介・森茂則に次ぐと同時に江本光・小泉清一・町野治・渡辺由己と並んでの6位タイ、1996年の水戸グリーンオープンで芹澤・中尾豊健に次ぐと同時に平石武則と並んでの3位タイに入り、1999年の東建コーポレーションカップを最後にレギュラーツアーから引退。
2005年には北見オープン・プロの部で最終日に67をマークして4位タイに入り、2006年の同大会プロの部では初日に67をマークし、宮本勝昌・藤田寛之・宮瀬博文に次ぐと同時に高見和宏と並んでの6位タイに入った。
191cmで100kgを超える巨漢で、真っ黒に日焼けした強面であるが、実際は、体育会系の礼儀正しさと、優しさを併せ持つ性格である。
2014年のマイナビシニア&レディースカップでは2位に1打差の首位で出て、2アンダー70で回り、通算6アンダーに伸ばして逃げ切りで完全優勝を飾った。大会8つのパー5で5バーディーを奪い、2位に1打リードで迎えた最終9番は、左がOBで目を瞑って打ったらど真ん中に飛び、フェアウエーから2mのバーディーチャンスにつけると、下りのフックラインを無理に狙わず確実に2パットでパーセーブ。5度のガッツポーズで喜びを爆発させ、プロ生活30年目にして生涯最高の賞金200万円を獲得。
2015年にはISPS・HANDA CUP・フィランスロピーシニアで初日に7バーディー、1ボギーの6アンダー66をマークし、単独首位の好スタートを切る。尾崎健夫に貰ったシャフトに替えたところ強烈に飛んで曲がらず、7バーディーの猛攻でシニアツアーでの自己ベスト66をマークして首位に立つが、2日目には通算7アンダーの3位となり、最終日も水巻善典らと並んでの3位タイにとどまった。
2016年の日本シニアオープンでは2日目に10、11番とスタートから立て続けに1m強のバーディチャンスにつけ、このパットをいずれも打ち切れずにショートさせるなど緊張から手が動かなかったが、7mの13番、下りのラインでそっと打ったのがうまく入った。後半にターンしても1、2番とチャンスでファーストパットをショートさせたるなど緊張は続いたが、3番で2mをヒットできて決まり、ようやく落ち着けた。続く4番でも4mを沈め、5番（パー3）は池を避けようと意識し過ぎてグリーンを外してボギーにしたが、続く6、7番と再び連続バーディを奪った。最終9番（パー5）では、持ち前のロングドライブを生かしてショートカットの2オン狙いに行ったが、このドライバーショットは木に当たって3オンになり、3パットのボギー。この日は首位と1打差の2位タイグループに入り 、最終的には高見、バリー・レーン（イングランド）、倉本昌弘、フランキー・ミノザ（フィリピン）と並んでの9位タイに入った。
2019年のアサヒ緑健TVQシニアでは15番パー4で第2打を直接放り込むイーグルのほか4バーディー（3ボギー）を奪い、3アンダー、首位に2打差の5位で好発進した。

## 主な優勝
- 2014年 - マイナビシニア&レディースカップ